# Wang Mingjuan
Wang Mingjuan (en chino: 王明娟; Yongzhou, 11 de octubre de 1985) es una deportista china que compitió en halterofilia.
Participó en los Juegos Olímpicos de Londres 2012, obteniendo una medalla de oro en la categoría de 48 kg. Ganó cuatro medallas de oro en el Campeonato Mundial de Halterofilia entre los años 2002 y 2009.

## Palmarés internacional
| Juegos Olímpicos   | Juegos Olímpicos       | Juegos Olímpicos | Juegos Olímpicos |
| Año                | Lugar                  | Medalla          | Prueba           |
| ------------------ | ---------------------- | ---------------- | ---------------- |
| 2012               | Londres (Reino Unido)  | Medalla de oro   | 48 kg            |
| Campeonato Mundial |                        |                  |                  |
| Año                | Lugar                  | Medalla          | Categoría        |
| 2002               | Varsovia (Polonia)     | Medalla de oro   | 48 kg            |
| 2003               | Vancouver (Canadá)     | Medalla de oro   | 48 kg            |
| 2005               | Doha (Catar)           | Medalla de oro   | 48 kg            |
| 2009               | Goyang (Corea del Sur) | Medalla de oro   | 48 kg            |